# Achareus
Achareus (altgriechisch Ἀχαρεύς Achareús) ist ein Pankratiast (Ausüber einer bestimmten Kampfsportart) der griechischen Mythologie.
Achareus wird bei Hyginus Mythographus im Rahmen einer Aufzählung der Herkunft verschiedener Agone erwähnt. Herakles soll für Pelops, den Sohn des Tantalos, einen gymnischen Agon in Olympia eingerichtet haben. Dabei soll er sich mit Achareus in einem Allkampf (παμμάχιον pammáchion) gemessen haben, der später als Pankration bekannt wurde.